# 홍콩반점0410
홍콩반점0410은 백종원 더본코리아의 중국집 브랜드이다.